# International Panel on Chemical Pollution
Das International Panel on Chemical Pollution (IPCP) ist ein 2008 gegründetes unabhängiges wissenschaftliches Gremium, das Regierungen, internationale Organisationen und die Öffentlichkeit in Fragen der Umweltverschmutzung durch Chemikalien berät. Das IPCP hat zum Ziel, wissenschaftliche Erkenntnisse zu sammeln und Zusammenfassungen und Interpretationen der verfügbaren Informationen bereitzustellen. Weiter werden verschiedene Optionen für das Chemikalienanagement bewertet.
Das IPCP wurde von internationalen Gremien zum Klimawandel – Intergovernmental Panel on Climate Change (IPCC) – und zur Biodiversität – Intergovernmental Platform on Biodiversity and Ecosystem Services (IPBES) – inspiriert und ist ähnlich aufgebaut. Es beschäftigt sich mit der dritten planetarischen Krise.
Dem Vorstand gehören zehn Wissenschaftler an:
- Martin Scheringer (Vorsitzender)
- Miriam Diamond
- Andreas Schäffer
- Marlene Ågerstand
- Thomas Backhaus
- Joan O. Grimalt
- Rainer Lohmann
- Noriyuki Suzuki
- Marta Venier
- Penny Vlahos